# Enric Granados i Campiña
|  | «Enric Granados» redirigeix aquí. Vegeu-ne altres significats a «Enric Granados (desambiguació)». |

Enric Granados i Campiña, amb el nom de naixement de Pantaleón Enrique Joaquín Granados Campiña (Lleida, el Segrià, 27 de juliol de 1867 – canal de la Mànega, 24 de març de 1916) fou un compositor i pianista català. Juntament amb Albéniz, Malats i altres pianistes, va formar part de l'escola catalana moderna de piano, iniciada per Pere Tintorer.
És conegut per la seva obra pianística, especialment per la suite Goyescas (1911), en què va basar també l'òpera del mateix nom. Va crear una escola de piano a Barcelona, l'Acadèmia Granados, que ha produït una llarga llista de talentosos pianistes, amb figures tan rellevants com Frank Marshall i Alícia de Larrocha.
Va morir en l'atac a la nau Sussex, al canal de la Mànega, en ser torpedinada per l'armada alemanya en el transcurs de la Primera Guerra Mundial. Havia rebut l'Orde de Carles III i la Legió d'Honor francesa.
El fons personal d'Enric Granados es conserva a la Biblioteca de Catalunya i al Museu de la Música de Barcelona: inclou l'epistolari amb cartes de Pau Casals, Enrique Fernández Arbós, Jules Massenet i d'altres.

## Biografia

### Primers anys

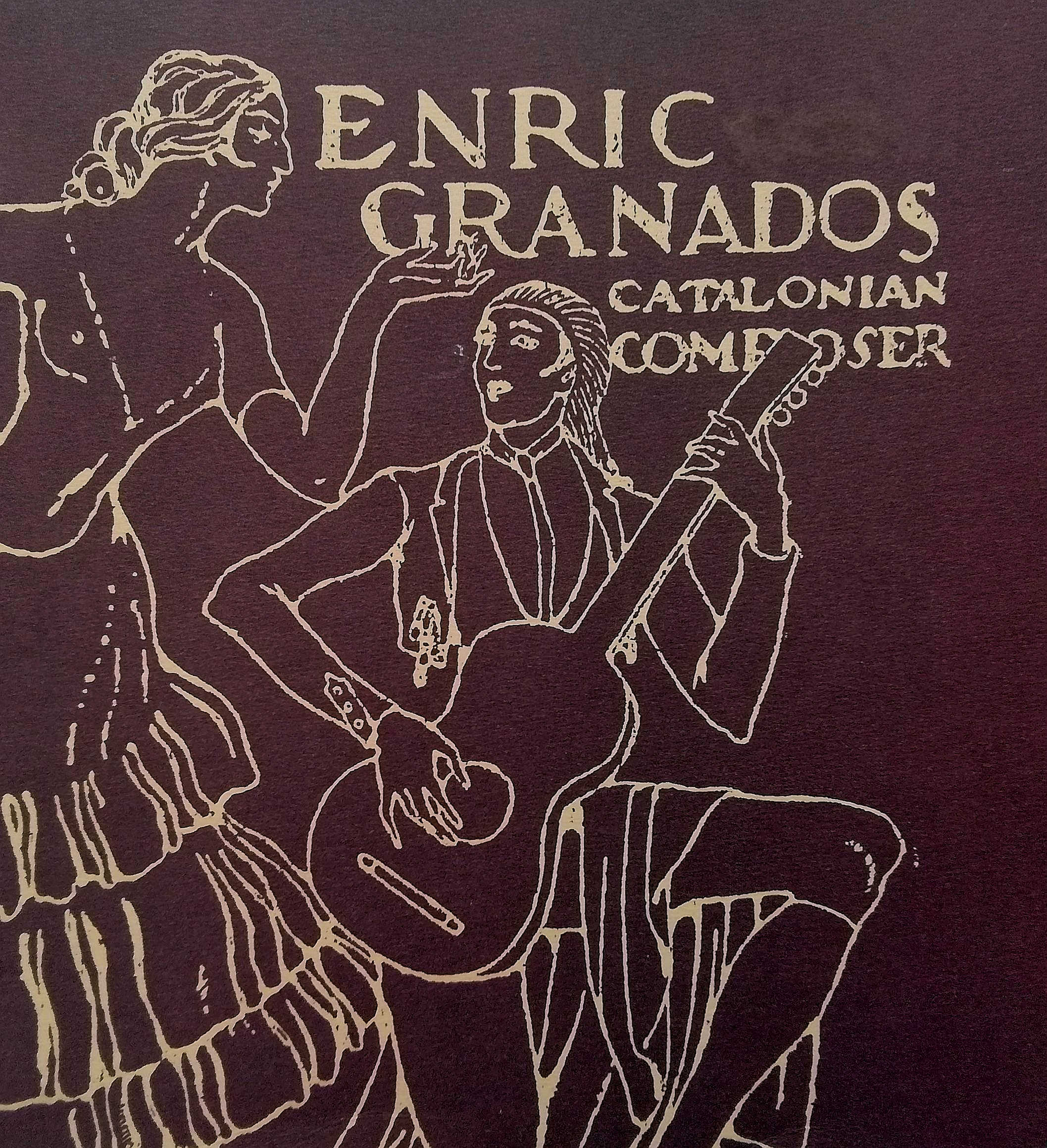
Fragment d'un exlibris de principis del segle XX: "Enric Granados - Catalonian composer"

Granados era el tercer de cinc fills del militar espanyol nascut a Cuba Calixto Granados y Armenteros (1824-1882) —Cuba era aleshores una província espanyola— i mare càntabra, anomenada Enriqueta Campiña de Herrera (1834-1907). Va nàixer al número 1 del carrer de la Tallada de Lleida el dia 27 de juliol de 1867, on son pare havia estat destinat com a oficial de l'exèrcit quan ell va néixer. Quan Granados tot just comptava tres anys, la família es va traslladar a Santa Cruz de Tenerife en tant que el seu pare fou destinat al comandament militar de l'illa, i hi residí fins al gener de 1872, quan tota la família es traslladà a Barcelona, instal·lant-se primer al carrer de la Fenosa i en un edifici —actualment desaparegut— situat a l'encreuament de l'Avinguda Diagonal i el Passeig de Gràcia.
El primer contacte amb la música el va tenir amb José Junceda, amic del seu pare que era capità de la banda de música militar i flautista. Ara bé, els primers estudis els va fer a Barcelona, on va ingressar a l'Escolania de la Mercè per aprofundir els estudis musicals i de piano amb el mestre Francesc Xavier Jurnet entre 1878 i 1882. Posteriorment va fer estudis de perfeccionament d'interpretació pianística amb Joan Baptista Pujol, considerat en aquell temps el millor professor de piano de la ciutat i mestre també d'Albéniz, de Joaquim Malats i de Ricard Viñes, amb qui Granados va coincidir a París i amb qui va establir una gran amistat. Pujol va introduir molt ràpidament Granados en el gran repertori i, amb el seu mestratge, va aconseguir que, amb només quinze anys (1883), Granados aconseguís el primer premi d'un dels concursos de l'Acadèmia Pujol, atorgat per un jurat format per Felip Pedrell i Isaac Albéniz. Aquest va ser el primer concert en públic de Granados, que hi va interpretar el primer temps de la Sonata en sol menor, op. 22 de Robert Schumann i també (a vista) una peça del mestre Martínez Imbert. A partir de 1883 va estudiar composició i harmonia amb Felip Pedrell. El contacte amb Felip Pedrell va ser decisiu per la influència que aquest va desplegar sobre el jove Granados. En efecte, Pedrell era un enamorat de la tradició musical espanyola i amagava el somni d'un renaixement musical ibèric. Granados, com també Manuel de Falla i Isaac Albéniz, farà palesa aquesta influència en la seua obra. Tot i això, cal esmentar el canvi de vida que va suposar per Granados la mort sobtada del seu pare l'any 1882. Calixto Granados patia una mielitis crònica a conseqüència d'una caiguda de cavall esdevinguda a Tenerife, que el va forçar retirar-se prematurament de l'exèrcit i el deixà pràcticament paraplègic. De cop i volta, Enric Granados es va convertir en el cap de família, el qual tenia la responsabilitat de contribuir al màxim amb els ingressos familiars.
Aquestes contribucions prengueren la forma d'interpretacions com a pianista a diversos cafès barcelonins. Amb l'ajuda de Vidiella, Granados va començar a treballar al Cafè de les Delícies, al costat del Teatre Principal, però aviat va perdre la feina perquè no estava disposat a interpretar fragments d'òpera, tal com li demanava el propietari del local. Poc temps després, la seva germana el posà en contacte amb Eduardo Conde, propietari dels magatzems El Siglo, que va contractar Granados com a professor de piano per als seus fills, ocupació que va combinar amb una feina de pianista al cafè El Filipino. Paral·lelament a aquesta situació, Granados va fer el seu primer concert formal el 9 d'abril de 1886, a l'Ateneu Barcelonès, on va interpretar la Tarantel·la de Gottschalk a dos pianos i amb Francesc Viñas, així com la fantasia per a dos pianos, harmònium i quartet de corda de García Robles.

### Entre París i Barcelona
L'estiu de 1887 i gràcies a l'ajuda de Conde —el seu protector en aquell moment—, Granados va traslladar-se a París amb la intenció d'ingressar al Conservatori d'aquella ciutat, però, al cap de poc d'arribar, unes febres tifoides el van obligar a estar-se al llit durant tres mesos, impedint-li presentar-se a les proves d'accés. Un cop es recuperà, Granados ja havia complert els vint anys i ja no complia els requisits per entrar al conservatori, però va continuar els estudis de piano amb Bériot per la via particular i fou a l'estudi del mestre on coincidí amb Ricard Viñes, amb qui compartiria habitació i amistat. El mestratge de Bériot es caracteritzava per la seva insistència a obtenir un so exquisit del piano —fet que es pot relacionar amb el subseqüent interès de Granados per la tècnica del pedal— i en el perfeccionament de les improvisacions.
A París, Granados també va coincidir amb Isaac Albéniz, que llavors representava la quinta essència del virtuosisme pianístic i era per sobre de tot un gran compatriota, i també passà moltes hores al domicili de Francesc Miralles, ja fos conversant sobre art o també fent-hi algunes pintures.
Granados tornà a Barcelona el 14 de juliol de 1889, després de diversos intents de signar contractes amb editorials parisenques. Va donar una primera actuació pública el 20 d'abril de l'any següent al Teatre Líric, on va estrenar diverses composicions pròpies, com una versió inicial d'Arabesca, algunes Danzas españolas i Serenata española, una composició actualment perduda, essent aquest un esdeveniment que li va reportar crítiques positives per part de la premsa.
Fou llavors quan també va protagonitzar un recital amb Malats, i va actuar com a pianista en concerts dirigits per Crikboon, Manén, Casals i Tibaud. Comença a partir d'aquí una carrera com a concertista d'èxit que, amb centre a Barcelona, on era una figura imprescindible del panorama musical, el va portar per Europa, on va tenir l'oportunitat de treballar amb Édouard Risler i Saint-Saëns. Els qui van tenir l'oportunitat d'escoltar les seues interpretacions, parlen de Granados com d'un pianista excepcional, sobretot en les obres de Chopin, Schumann i Grieg, amb els quals estava unit per una afinitat espiritual.
A Barcelona estrena la major part de les seues primeres obres per a piano i per a l'escena. Les primeres obres per a piano tenen encara l'estil i l'aroma de la música de saló sense gaudir de cap originalitat. Amb la col·laboració com a autor dels llibrets d'Apel·les Mestres, va estrenar diverses òperes amb text català, que no han gaudit d'èxit ni de continuïtat als escenaris.

### Primers èxits

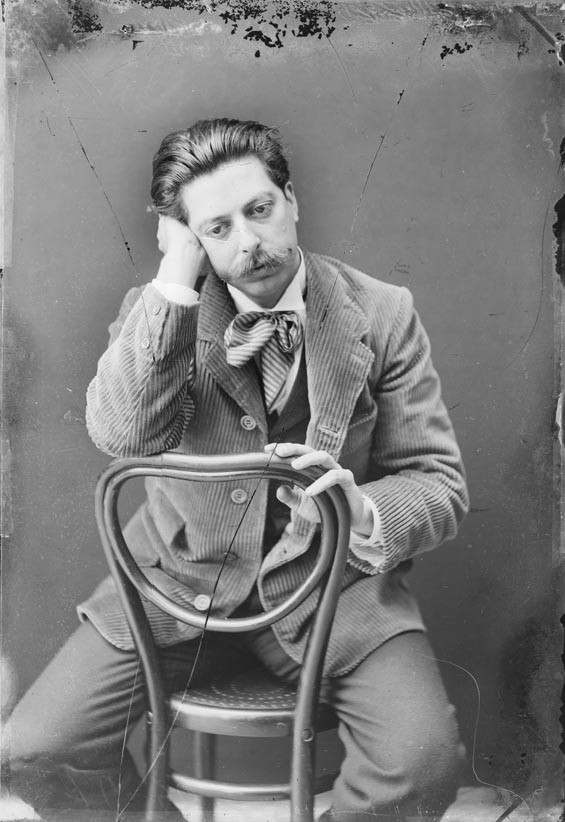
Enric Granados a la dècada del 1890.

El 7 de desembre de 1892 va contraure matrimoni amb la valenciana Amparo Gal a l'església de Sant Pere de les Puel·les. La parella va tenir sis fills: Eduard (1894), que també va ser compositor, Solita (Soledad, 1896), Enric (1897), Víctor (1899), Natàlia (1900) i Paquito (1902).
En aquell moment, Granados experimentava dificultats per trobar una feina estable a Barcelona: es presentà a les audicions per obtenir una plaça de professor a l'Escola Municipal de Música, però aquesta es resolgué a favor de Joan Baptista Pellicer, i l'any 1894 Granados viatjà a Madrid per presentar-se a les oposicions de professor de piano de l'Escuela Nacional de Música y Declamación, però caigué malalt i Pilar Fernández de la Mora es feu amb la plaça. Malgrat tot, Granados continuava recollint nombrosos èxits i aclamacions als concerts que realitzava, com els celebrats al Salón Romero o al Teatre Líric l'any 1895. En la dècada de 1890 Granados arriba a la maduresa com a pianista. No obstant això, Granados era conegut per l'angoixa que patia poc abans d'iniciar els seus concerts, un nerviosisme de tal intensitat que tot sovint el feia suplicar que se suspengués el concert perquè no es veia amb cor de tocar.
El 1892 es publicaren també les seves Danses espanyoles per a piano, que van ser acollides amb gran èxit i van cridar l'atenció dels grans compositors de l'època, entre ells Grieg, Saint-Saëns i el rus Cesar Cui, teòric del Grup dels Cinc, a qui Granados va dedicar la dansa número 7 Valenciana. Aquestes obres, molt conegudes pel gran públic i de gran difusió, fan un tomb en la carrera de Granados, mostrant un gir personal cap a un nacionalisme tardoromàntic. Són peces encisadores, jovenívoles, originals i amb una particular varietat.
L'òpera María del Carmen, d'ambient murcià, va ser estrenada a Madrid el 1898 amb gran èxit, que li valgué el reconeixement públic i una condecoració reial, la Creu de Carles III. A Barcelona, Joan Lamote de Grignon va dirigir l'estrena de la Suite sobre cantos gallegos i la Marcha de los vencidos el 31 d'octubre de 1899, i el 4 de desembre del mateix any, Granados va oferir la primera audició a Barcelona dels Valsos poètics, que fou càlidament rebuda per la premsa. El 1905 va donar a conèixer a París les sonates de Scarlatti que ell mateix havia transcrit i completat i, finalment, entre les obres de cambra cal destacar la Sonata per a violoncel i piano.
La carrera pianística de Granados es desenvolupa paral·lelament a la de compositor. La seva presència al món musical d'Espanya i de França és constant, ja que participa en les diferents temporades de concerts i ofereix grans recitals dignes de ser interpretats per grans virtuosístics. Als anys següents, Granados publica diverses obres per a piano i de cambra. L'Allegro de concierto (1903), premiat en un concurs del Conservatori de Madrid, abandona la línia nacionalista i cerca un virtuosisme netament romàntic, fortament basat en una sofisticada tècnica del pedal.

### Docència
Durant la dècada de 1890, Granados va impartir classes particulars de piano al seu domicili del carrer Tallers, ocupació que va combinar amb les classes a l'acadèmia de la Societat Filharmònica de Barcelona. El 1901, animat per la seva passió per l'ensenyament i també per la necessitat d'una estabilitat econòmica, va fundar l'Acadèmia Granados, que posteriorment prendria el nom d'Acadèmia Marshall. Aquesta acadèmia, inicialment situada al carrer Fontanella 14 i posteriorment als números 89 i 20 del carrer Girona, oferia un programa complet d'educació musical que, en el cas del piano, es podia allargar fins a nou anys. Fins que marxà a Amèrica, Granados n'era el director, i va comptar amb la presència d'alguns dels músics més destacats de Barcelona, com ara Domènec Mas i Serracant o Joan Llongueras i Badia. Posteriorment, Frank Marshall —deixeble de Granados, nascut a Mataró el 1883— va prendre les regnes de l'acadèmia, que ha estat el bressol de grans noms de la interpretació pianística, com Paquita Madriguera, Baltasar Samper, Alícia de Larrocha o Rosa Sabater. Entre els deixebles predilectes de Granados destaca la figura de la cantant Conxita Badia, per a qui va escriure diverses obres i a qui considerà una filla més; també va tenir una especial predilecció per la pianista de Figueres; Mercedes Moner Raguer (existeixen fotografies amb ella).
L'any 1912, l'Acadèmia va passar a disposar d'una pròpia sala de concerts, la Sala Granados. L'edifici, una sala de concerts de dos pisos amb capacitat per unes dos-centes persones i amb espais dedicats a sales d'assaig i classes, estava situat al 18 de l'Avinguda del Tibidabo. El Doctor Andreu en va promoure la construcció. Granados hi mantenia una bona relació perquè el farmacèutic estava casat amb Carmen Miralles Galaup  i Granados havia estat professor de piano de les seves filles, Carmen i Paquita. Granados protagonitzà el concert inaugural de la Sala, celebrat el 4 de febrer de 1912.

#### Didàctica
Granados considerava que el domini tècnic i el desenvolupament artístic eren dues facetes íntimament relacionades en la interpretació pianística. Així doncs, els seus alumnes rebien dues classes setmanals, una dedicada a la tècnica i l'altra a la interpretació. Les classes de tècnica solien respondre al següent esquema:
1. Exercicis de Bériot pels cinc dits amb tots els tons
2. Arpegis, escales amb trítons i intervals de sexta, escales cromàtiques i octaves, comprovant setmanalment el progrés mitjançant l'ús d'un metrònom
3. Pràctica lenta i forçada de cada peça musical, repetint cada compàs 15 o 20 cops, segons la dificultat
4. Estudi profund d'un passatge o una pàgina d'un estudi, especialment dels de Chopin, durant un mes
5. Repetició de tots els punts anteriors a un ritme més elevat i a un ritme més suau
6. Monitoratge setmanal (per part de Granados) i anotació dels progressos en un llibre de registre

A més, Granados va desenvolupar un mètode propi sobre l'ús del pedal del piano, i fou l'autor del primer tractat en la matèria que es publicà a Espanya, el Método, teórico-práctico, para el uso de los pedales del piano (1905). Granados també fou l'autor d'un altre tractat, el Reglas para el uso de los Pedales del Piano, escrit l'any 1913, si bé no va ser publicat fins al 2001; i l'any 2011, el pianista i antic alumne de l'Acadèmia Marshall, Óliver Curbelo, va descobrir un document inèdit de 1911 que Granados no havia arribat a publicar, tot i haver-ne fet el registre legal. Aquest document, titulat El Pedal. Método Teórico Práctico, està realitzat a través de la fórmula pregunta/resposta per tal d'aconseguir la sintetització, simplificació i claredat del seu mètode. A més, amplia coneixements sobre l'ús del pedal per l'enriquiment del so.

##### Tècnica de l'ús del pedal
D'ençà que Charles de Bériot, el seu professor del Conservatori de París, el va introduir en certs aspectes de la tècnica d'ús del pedal del piano, Granados tenia una certa obsessió per aquesta tècnica. En les seves obres utilitzava símbols de gran precisió per indicar l'ús del pedal, mai abans utilitzat per cap altre compositor en l'escriptura d'obres per a piano. Per a Granados, la sonoritat del piano se sostenia sobre uns pilars harmònics produïts amb el pedal a partir dels quals es construïa la melodia, tot connectant grups de notes o controlant-ne el timbre.
Aquesta tècnica es fonamenta en una característica pròpia dels sons que es poden emetre amb un piano, que necessàriament perden intensitat a mesura que avança el temps. Així doncs, la regla general de la tècnica del pedal de Granados consistia en que, quan dues notes estaven separades per un interval de temps més gran que el corresponent a dues pulsacions d'andante, calia interpretar la segona nota amb una intensitat aproximadament igual a la intensitat que quedava de la primera nota.
La consciència de la sonoritat en l'acció del pedal seria el fet distintiu de la seva escola pianística i que s'ha mantingut a través del magisteri dels seus deixebles directes com Frank Marshall i de pianistes com Rosa Sabater o Alícia de Larrocha.

### Granados i la burgesia
Mentre que altres músics coetanis seus com Isaac Albéniz o Pau Casals van trobar en els inicis de les seves carreres el suport de membres de l'aristocràcia i fins i tot de la reialesa, Granados es va beneficiar del mecenatge de la dinàmica alta burgesia catalana del moment i tot al llarg de la seva carrera va freqüentar aquests cercles.

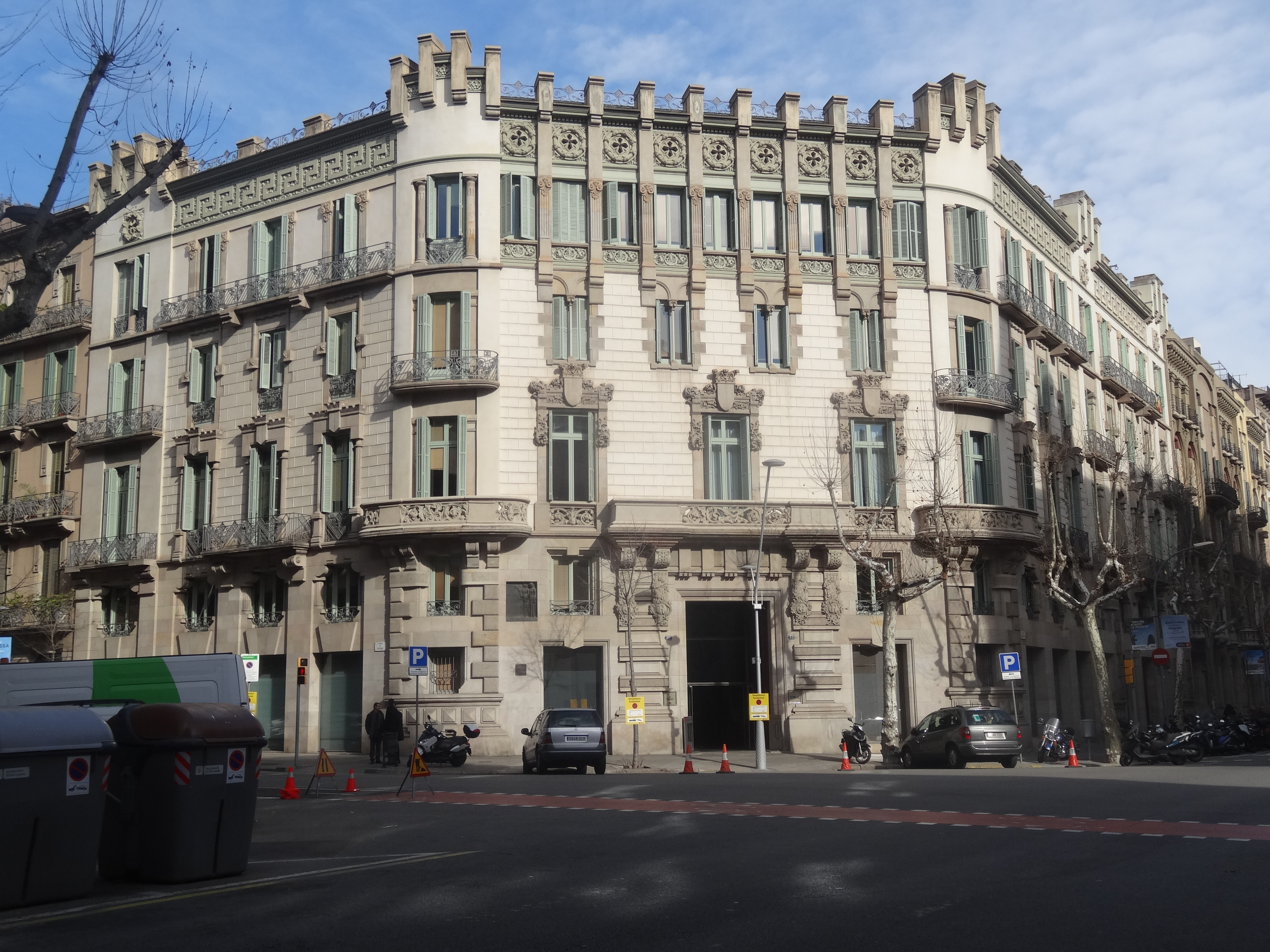
Casa Roger (c. Girona, 20), on visqué la família Granados i tingué seu l'Acadèmia Marshall

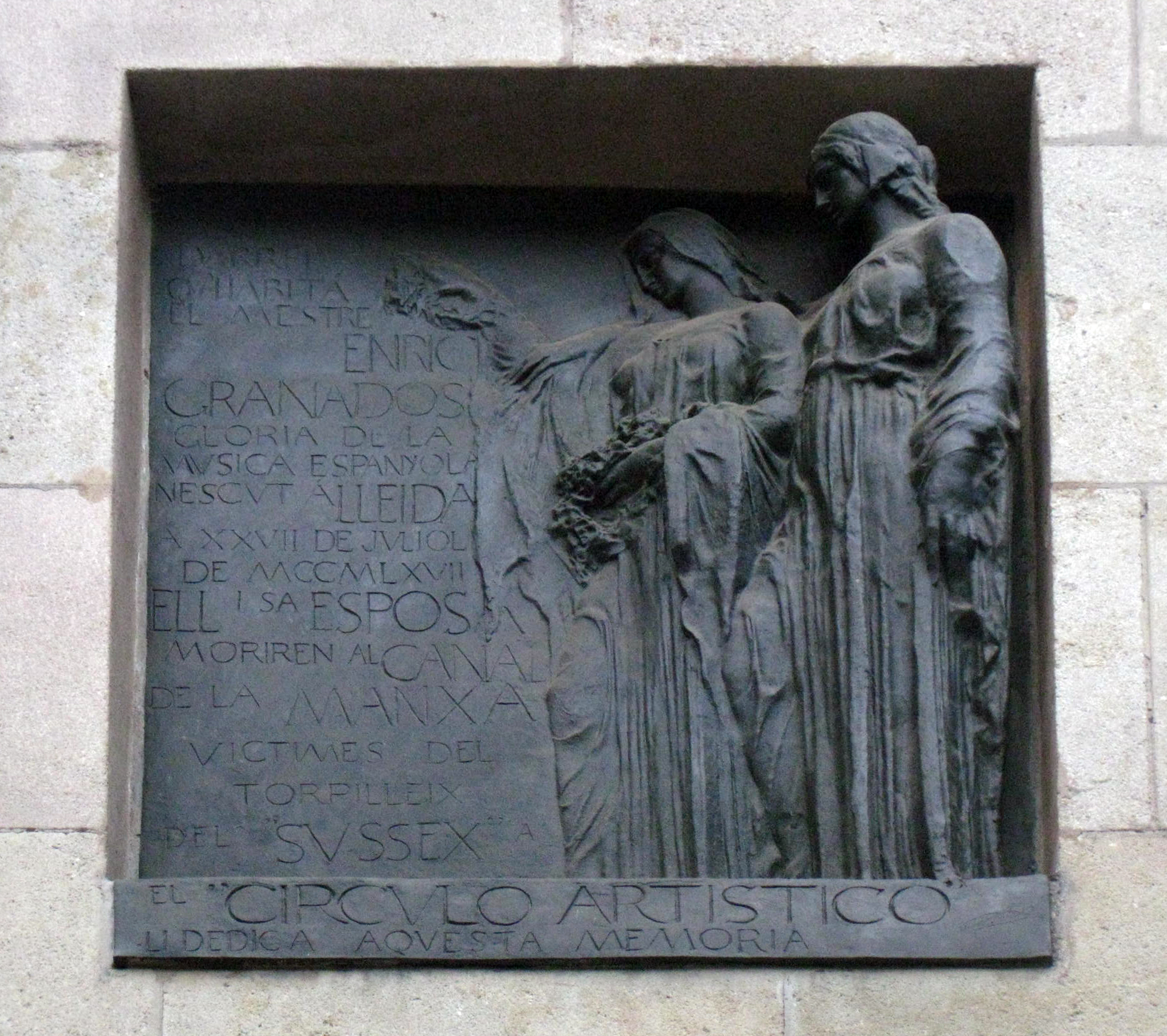
Detall de la placa dedicada a Granados a la Casa Roger

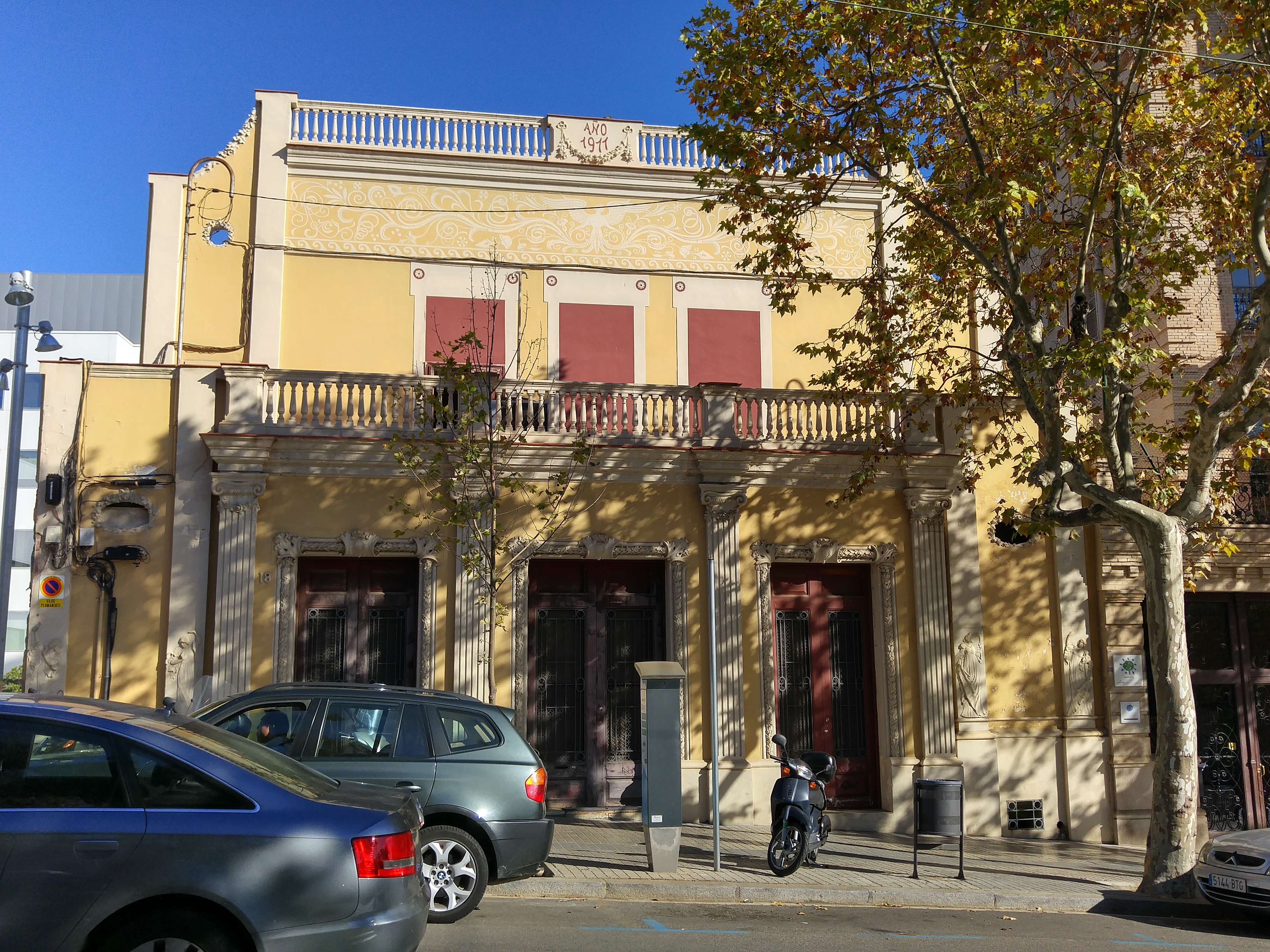
Auditori Granados (1911-1916) a l'avinguda del Tibidabo 18 (Barcelona)

Ja als inicis de la seva trajectòria professional, quan treballava com a pianista al Cafè de las Delicias, a la Rambla barcelonesa, va tenir un primer contacte amb Eduardo Conde, propietari dels magatzems El Siglo, ubicat a la mateixa Rambla. El contacte li va arribar mitjançant el seu germà Zoe, que va treballar als magatzems i el va convèncer del talent pianístic del seu germà, i de la necessitat econòmica de la família després de la mort del seu pare. Granados va ser contractat, amb tan sols divuit anys, per donar classes als fills de l'empresari, un fet que li va permetre deixar de ser un pianista mal pagat i poc apreciat al Cafè de les Delícies i va esdevenir un dels professors de piano més ben pagat en Barcelona.
Va tenir una relació d'amistat amb els esposos Salvador Andreu i Grau i Carmen Miralles Galup (germana del pintor valencià Francisco Miralles Galup) que suposar un suport continu als seus projectes: establiment de l'Acadèmia Granados el 1901 al carrer Fontanella, 14; expansió de l'acadèmia i trasllat al carrer Girona, 89 i més tard a Girona, 20, on visqué la família Granados; la construcció de la Sala Granados, com a auditori, el 1912, a l'avinguda del Tibidabo, 18. Una relació de dependència financera corresposta amb la seva presència social amb els Andreu a llur vila de Sant Gervasi de Cassoles i al Xalet Andreu a Puigcerdà i per les classes gratuïtes de piano a les seves tres filles.

### La relació amb l'Orfeó Català i el Palau de la Música Catalana
Al costat de Lluís Millet i Pagès, Amadeu Vives, o Francesc Pujol, Enric Granados va ajudar a potenciar l'activitat musical de l'Orfeó Català especialment en els seus inicis, des de la seva fundació l'any 1891. L'any 1899 se'n va fer soci protector. El 1892 forma part de la Comissió d'Ensenyament i també va participar com a jurat concurs musical de la Festa de la Música Catalana al costat de Lluís Millet i Pagès i Antoni Nicolau. Cal destacar que Granados interpretarà ell mateix les seves Danses espanyoles en el primer concert de l'Orfeó Català el 1892. A l'any següent, estrenarà dins aquest mateix context l'obra Oriental per a corda i oboè, i també dedicarà concerts en honor dels coristes, com el celebrat al maig de 1902. Cal destacar també l'estrena d'alguna de les seves obres per part de l'Orfeó Català, com el poema simfònic Dante, o la seva peça per a veu i piano Elegia eterna estrenada el 1914 per l'Orfeó Català i la solista Maria Barrientos a Londres.

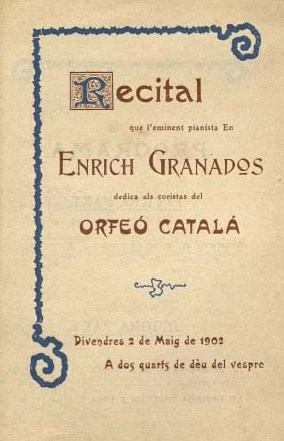
Programa del mà del recital d'Enric Granados dedicat als coristes de l'Orfeó Català. 2 de maig de 1902 i conservat a la Col·lecció de programes de l'Orfeó Català (CEDOC).

La relació entre Enric Granados i l'Orfeó Català no solament es pot percebre en els programes de mà conservats sinó que també es pot visualitzar en la correspondència entre el compositor i altres personalitats de la institució. Entre la documentació històrica de l'arxiu de l'Orfeó Català es poden trobar diverses cartes que testimonien la bona relació que hi havia amb Lluís Millet i Pagès, Francesc Pujol o amb el president de la institució Joaquim Cabot. També es pot trobar conservat a l'arxiu del Centre de Documentació de l'Orfeó Català (CEDOC) música manuscrita d'Enric Granados com les partitures de Goyescas, les seves Danses espanyoles, la Elegia eterna, o el Cant de les estrelles, entre d'altres. També el Centre de Documentació conserva de dos quadres pintats pel músic que deixen palesa la seva afició cap a la pintura. En un està representat el guacamai d'Apel·les Mestres mentre que en l'altre apareix el dibuix d'un violí.
Sobre l'Orfeó i la política, Granados va dir: «Però al Orfeó se li vol donar un color polític catalanista, i en això no estic conforme. A mi em sembla que l'art no té res a veure amb la política. Potser és perquè jo no l'entenc ni m'importa. Això m'ha causat alguns disgustos, arribant a rebre menyspreus i anònims en què se m'acusa d'escriure danses andaluses. Com si això fos un pecat! […] Jo em considero tan català com el que més, però en la meva música vull expressar el que sento, la qual cosa admiro i el que em sembli bé, sigui andalús o xinès.»
La seva relació amb l'Orfeó Català entronca amb el Palau de la Música Catalana. Des de la inauguració el 1908, serà el lloc escollit per Granados per estrenar moltes de les seves obres com Goyescas i el Cant de les estrelles el 1911, la col·lecció de Tonadilles el 1914 amb la interpretació de la soprano Concepció Badia; també l'obra Elegia eterna el 1915 i el poema simfònic Dante, al costat de l'Orquestra Simfònica de Madrid el 1915. A més, donarà concerts al Palau de la Música al costat de grans intèrprets internacionals com ara el pianista Édouard Risler o els violinistes Mathieu Crickboom i Jacques Thibaud.
Poc després de la mort de Granados i la seva esposa, l'Orfeó Català va crear una subscripció per a recaptar fons pels seus fills, que l'entitat va fer extensiva a ambaixades i societats filharmòniques de tot el món. Després de la seva mort, el Palau de la Música Catalana ha estat l'escenari de múltiples concerts d'homenatge al compositor, els quals han comptat amb la presència d'algunes de les millors intèrprets de la seva obra com les cantants Concepció Badia, Montserrat Caballé o Teresa Berganza, o la pianista Alícia de Larrocha, qui es va consolidar com una de les millors intèrprets d'Enric Granados.

### Granados i Goya

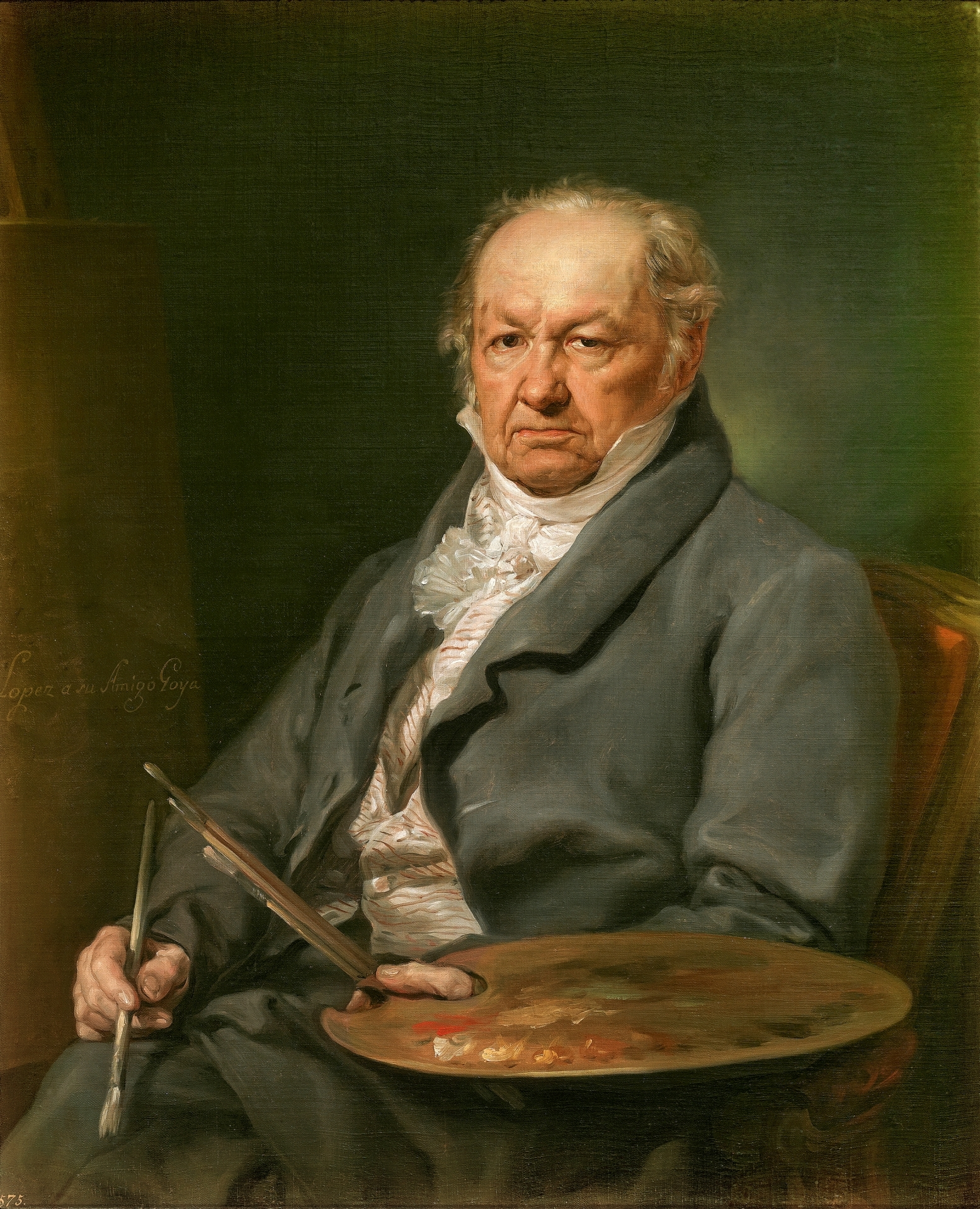
Francisco de Goya per Vicente López y Portaña

Granados sentia una vertadera passió pel temps de Francisco de Goya i l'ambient classicista que el pintor va saber retratar. Considerava Goya com «el geni representatiu d'Espanya». Posseïa diverses obres del pintor i, atès que Granados tenia bona traça per al dibuix i la pintura, va arribar a retratar-se ell mateix disfressat de «goyesc» i va produir diverses làmines amb motius inspirats en l'obra de Goya. D'aquesta devoció naixen els dos quaderns de Goyescas, per a piano, amb el subtítol Los majos enamorados. Aquestes impressions musicals en set escenes són el veritable èxit de Granados, il·lustren el desenvolupament d'una passió amorosa entre dos majos, des de la seua primera trobada fins a la tràgica mort del majo i la posterior aparició del seu espectre. Goyescas ha estat considerada des de diversos punts de vista; de vegades com una mena d'improvisacions, d'altres com una narració contínua amb l'ús del leitmotiv d'inspiració wagneriana, altres vegades s'ha criticat l'excessiva tendència a la repetició de passatges o frases, desembocant en una certa monotonia, que només pot salvar l'encertat tractament dels temes, del color, del ritme i de l'harmonia. Per bé que Goyescas es va estrenar l'11 de març de 1911 al Palau de la Música Catalana, Granados n'havia fet una primera composició a les darreries del segle xix, que no va resultar satisfactòria i la va deixar de banda fins al 1909, quan la va recompondre en forma de suite per a piano. El primer llibre d'aquesta obra fou presentat en una audició privada a Barcelona l'estiu de 1910, i és molt possible que Granados fes retocs a la composició entre aquesta primera audició i l'estrena pública.
La consagració mundial de Granados esdevingué amb l'estrena de Goyescas a la Sala Pleyel de París el 1914. Tan gran va ser l'èxit que se li va concedir al músic la Legió d'Honor de la República Francesa.
Filles de la passió pels ambients de Goyescas són també les Tonadillas, per a veu i piano, escrites sobre uns desafortunats textos de Fernando Periquet. Es tracta d'una sèrie de deu cançons en què Granados tracta de recrear l'ambient madrileny de finals del segle xviii i principis del segle xix, inspirant-se en les obres de Goya, des de la lluminositat dels cartons per a tapissos al dramatisme dels Caprichos.

### Granados i Amèrica

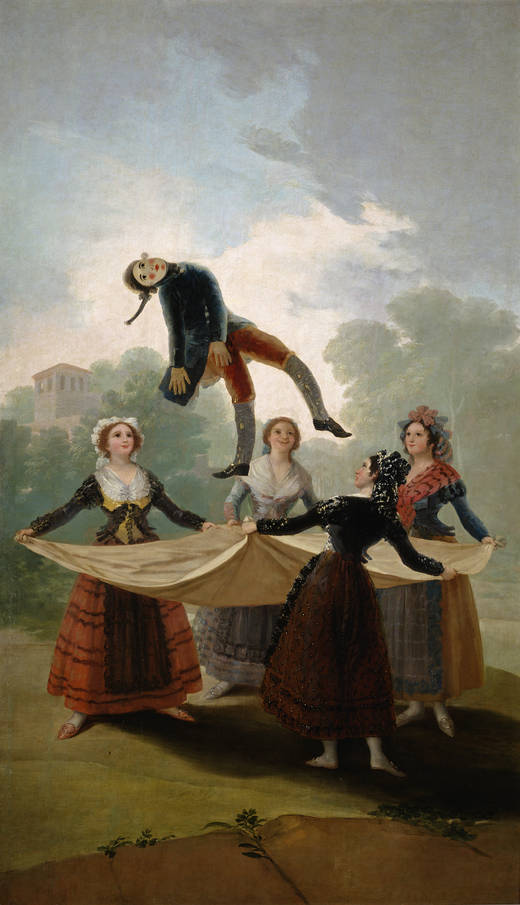
El pelele de Francisco de Goya y Lucientes, obra que inspirà la peça homònima per a piano, sovint interpretada com a últim número de Goyescas.

Granados va conèixer el pianista estatunidenc Ernest Schelling l'any 1912 a Barcelona. Schelling va ser un entusiasta admirador de la música de Granados i en el seu retorn a Nova York després de quatre anys de gira per Europa, va estrenar la suite Goyescas al Carnegie Hall de Nova York el 26 de març de 1913. L'èxit va ser recollit pel New York Times i l'Evening Post, obrint-li camí al seu amic. Poc després Schelling va estrenar-la a Londres el 12 de desembre de 1913 i va fer una adaptació per a ballet anomenada Del amor y de la muerte. Un cop el nom de Granados va ser conegut, Schelling li va proporcionar l'accés comercial als Estats Units en posar-lo en contacte amb Rudolph E. Schirmer, l'editor especialitzat en música, qui el setembre de 1913 li va fer un contracte de producció per dos anys, pel qual Granados guanyava 6.000 francs anuals com a bestreta dels drets d'autor de la música que produís en aquest període.
L'èxit de la suite pianística Goyescas a l'Òpera de París, el 1914, va fer créixer el seu prestigi com a compositor fins a fer-li valorar treballar en l'evolució de la suite per a convertir-la en òpera, un moviment que fou encoratjat per Fernando Periquet, qui al seu torn li va proporcionar una línia argumental del llibret. Granados va començar a treballar en l'adaptació del material pianístic de Goyescas en obra lírica i, ràpidament, va encarregar a Fernando Periquet el text, que evidentment s'havia d'encaixar en la música ja escrita. Periquet va desenvolupar un poema narratiu amb mètrica de romanç i seguidilla.
Per a poder acabar el treball Granados es va traslladar al castell de Garengo, una casa que el músic Ernest Schelling va deixar-li a Céligny (Suïssa).
El pla inicial era estrenar-la a Barcelona en la temporada 1914-1915, però no va ser possible per problemes diversos. Llavors, el seu amic Ernest Schelling, mitjançant el baríton Emilio de Gogorza que vivia a París, varen propiciar que Jacques Rouché, director de la Gran Òpera de París del Palais Garnier, s'interessés per la producció d'aquesta obra, després d'assistir a una sessió pianística de Granados a l'apartament parisenc de Gogorza. Però l'inici de la primera gran guerra a Europa, va provocar la suspensió de l'estrena francesa, tot i haver estat admesa pel comitè de selecció de títols el mes d'abril. Llavors, Schelling es va adreçar a Giulio Gatti-Casazza, l'empresari del Metropolitan Opera House de Nova York qui, després de sentir Granados tocar alguns fragments al piano, no va dubtar a programar l'obra per la temporada següent 1915-16.
Granados i la seua esposa es van desplaçar a Amèrica malgrat l'aversió del músic als viatges per mar. En efecte, tota la seua vida s'havia resistit a embarcar-se ni tan sols per anar a Mallorca, i la seva aversió als viatges en vaixell es degué incrementar arran de l'enfonsament del Lusitania el 7 de maig de 1915. Com si fos una premonició, a l'enterrament del seu amic íntim el pianista, Carles Vidiella, qui havia mort de forma fulminant, va declarar: «Estic segur que en aquest viatge deixaré els ossos.» Granados també va comunicar aquests temors a Apel·les Mestres i a Òscar Esplà.
Granados —convençut que moriria en aquell viatge— i la seva esposa van salpar cap a Amèrica a bord del Montevideo, en un trajecte on també hi viatjaren Fernando Periquet i el guitarrista Miquel Llobet. El vaixell va atracar a Nova York el 15 de desembre de 1915, i un cop desembarcat, Granados fou objecte d'un gran interès per part de la premsa, que en destacà tant el seu aspecte com les seves declaracions, centrades a desmentir que la música espanyola es limitava al bolero, l'havanera, els ritmes marcats o l'ús de les castanyoles que hom tenia al cap quan pensava en la música de Moszkowski o la Carmen de Bizet. A més, Granados fou nomenat membre honorífic de la Hispanic Society of America i rebé la medalla de plata d'arts i lletres de l'entitat de mans del seu fundador, Archer Huntington. Com a mostra d'agraïment, Granados va inscriure un fraseig musical a una de les columnes del vestíbul de l'entitat i també feu donació del manuscrit de la part lírica de Goyescas.

#### Goyescas
Granados romangué molt afectat per l'angoixa durant bona part dels assajos i rebé el suport de Pau Casals. Bona part de la pressió provenia del fet que el compositor havia de fer canvis a la partitura perquè el director li insistí que requeria un intermezzo més llarg per tal de fer el canvi d'escenari amb garanties. Granados va compondre un nou intermezzo —el fragment més celebrat de tota l'òpera— en una sola jornada, però no se'n sentí satisfet perquè partia de la forma musical de la jota, un gènere que no concordava amb l'essència general de la resta de l'obra. Tanmateix, les pors de Granados s'esvaïren quan Casals li assenyalà que Goya era aragonès, i que per aquest motiu l'ús de la jota ja estava justificat.

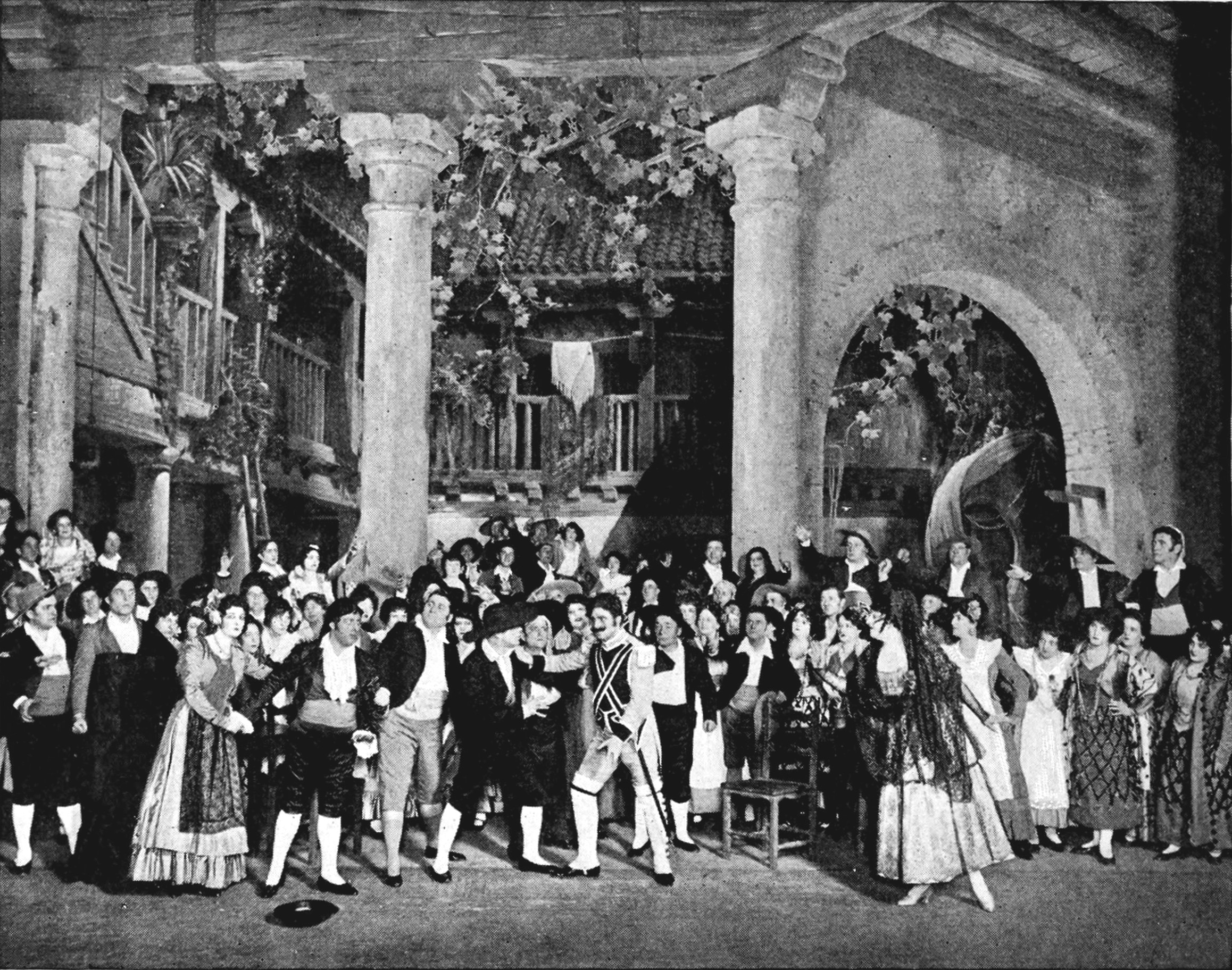
Instant del duel que s'esdevé a la segona escena de l'òpera, en una de les representacions a la Metropolitan Opera House.

L'estrena va ser el 28 de gener de 1916, i cap dels intèrprets que hi prengueren part era de nacionalitat espanyola. La soprano Anna Fitziu interpretà el paper de Rosario; Giovanni Martinelli interpretà a Fernando; Pepa i Paquiro foren Flora Perini i Giuseppe de Luca. La part de dansa del Fandango de candil fou a càrrec de Rosina Galli i Giuseppe Bonafiglio. Els decorats foren a càrrec d'Antonio Rovescalli —que havia viatjat a Madrid per veure l'obra de Goya de prop—; mentre que els vestits es van elaborar a partir d'estudis fets pel mateix Fernando Periquet al Museu Arqueològic Nacional d'Espanya.

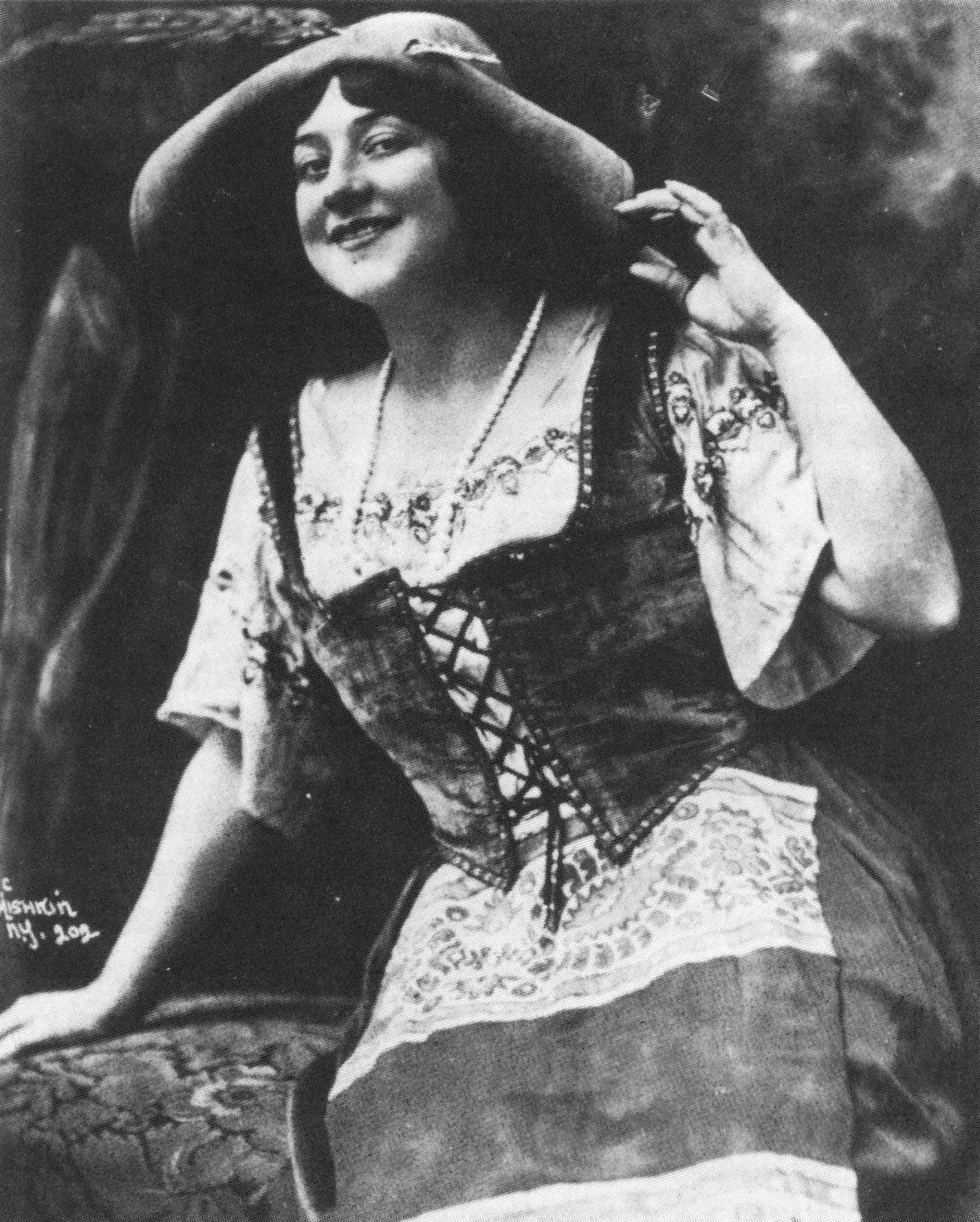
Anna Fitziu caracteritzada com a Rosario en una de les interpretacions de a Nova York.

Com que l'òpera durava al voltant de seixanta minuts, fou estrenada acompanyada de Pagliacci, amb Enrico Caruso com a estrella principal. El públic assistent —només hi havia places dempeus— va rebre Goyescas amb entusiasme, i Granados va escriure una missiva al seu amic Ricard Viñes en què li deia: «Per fi he vist realitzats els meus somnis […] Tota la meua alegria actual la sent més per tot allò que ha de venir que pel que he fet fins ara". Pau Casals feu declaracions sobre la bona rebuda que tingué la representació per part del públic, majoritàriament d'ascendència espanyola i de les colònies sud-americanes instal·lades a Nova York, culturalment properes al que s'havia representat en escena.
Malgrat l'èxit de l'estrena, només se celebraren cinc funcions de Goyescas, i la cinquena i última fou especialment insatisfactòria, especialment per errors en la conducció dels tempos de la representació, que se sumaren a unes crítiques més aviat pobres per part de la premsa, que remarcà la manca de qualitat dramàtica de l'òpera, malgrat que les composicions eren atractives i evocadores. Aquesta circumstància es deu principalment a la manera com es va compondre l'òpera (Periquet va haver d'ajustar-se notablement a una música preexistent i poc susceptible a ésser modificada). D'altra banda, la premsa espanyola només es feu ressò de les crítiques positives de l'estrena de Goyescas a Nova York, ignorant sistemàticament tota crítica negativa.

#### Concerts als Estats Units
Per bé que Granados no havia previst celebrar cap concert durant la seva estada als Estats Units, finalment en protagonitzà tres. El primer fou a l'Hotel Ritz-Carlon, el 23 de gener de 1916, on interpretà diverses peces juntament amb Pau Casals; mentre que el segon no tingué lloc fins al 22 de febrer del mateix any a l'Aeolian Hall, on compartí escenari amb Anna Fitziu.
El tercer concert fou resultat de la invitació del president Wilson i la seva esposa, Edith Wilson, que havien organitzat una sèrie de vetllades musicals a la Casa Blanca. El concert de Granados, acompanyat per la soprano Julia Culp, fou el primer d'aquesta sèrie i va tenir lloc a la Sala de l'Orient el 7 de març, davant d'unes 300 persones, entre les quals s'hi comptaven diplomàtics i ministres d'arreu del món. En tant que l'ambaixador espanyol no va poder-hi ser present, l'endemà Granados feu un breu concert a l'ambaixada espanyola, tot acompanyant el dinar.

#### Retorn a Europa i defunció
El matrimoni Granados havia previst iniciar el retorn a Europa el 8 de març de 1916, però els compromisos amb el president Wilson i l'ambaixador espanyol els obligaren a ajornar el viatge, que havia de ser en un vaixell de bandera espanyola, l'Antonio López —i per tant neutral i més segur en aquells temps de guerra. Un cop satisfets aquests compromisos, Granados va retornar a Nova York per retrobar-se amb la seva esposa i emprendre el retorn l'11 de març, a bord del Rotterdam IV, amb destí a Anglaterra. Abans de partir, però, un grup d'admiradors entre els quals hi havia diverses figures de l'alta societat de la ciutat (l'ambaixador Juan Riaño, el president de la junta de directors de la Metropolitan Opera Otto Kahn, Ernest Schelling, Ignacy Jan Paderewski, Fritz Kreisler i l'ambaixador Robert Bliss i la seva muller) li van fer obsequi d'una copa amb un xec per valor de 4100 dòlars, que es va sumar als 1000 dòlars en monedes d'or que dies enrere el mateix Schelling, Pau Casals, Paderewski i Kreisler li donaren en una bossa de vellut.
El viatge cap a Anglaterra, per bé que es desenvolupà sense imprevistos i durà tot just vuit dies, fou una nova font de preocupacions per al matrimoni Granados, convençut que moriria durant el trajecte. Un cop a terra, Granados i Amparo Gal van passar uns dies a Londres, on van coincidir amb Ismael Smith, qui feu una petita escultura de Granados tocant el piano i una màscara en vida de l'artista, així com un ex-libris on hi apareixen un majo tocant la guitarra i una maja. Des de Londres, la parella es va traslladar a Folkestone, on el 24 de març van embarcar al ferri francès Sussex amb destinació a Dieppe, un trajecte d'unes quatre hores de durada que el vaixell realitzava sense escorta perquè mai hi havia hagut incidents amb els vaixells de guerra que en aquell moment controlaven el Canal de la Mànega. No obstant això, un submarí alemany UB-29 el va torpedinar poc més d'una hora després d'haver abandonat el port, probablement confonent-lo amb un vaixell de mines arran de l'amplada de la popa i del fet que el vaixell estigués pintat de negre i no tingués cap marca distintiva. Les condicions de la mar propiciaren que la tripulació detectés el torpede, però les maniobres d'evasió del vaixell resultaren infructuoses i aquest es veié parcialment afectat per l'impacte: el casc de la nau es va doblegar cap a l'interior, en un sector on s'emmagatzemava una gran quantitat de sacs amb correu, una conjunció que va evitar una entrada catastròfica d'aigua a l'estructura.

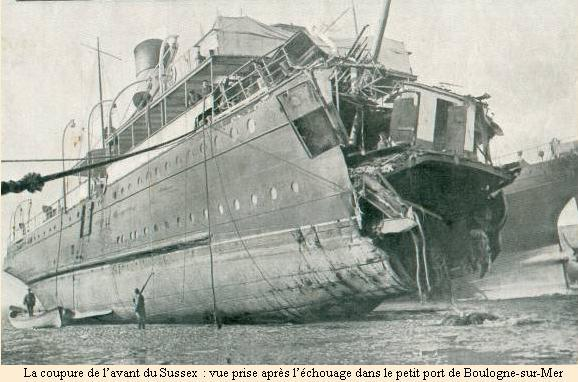
El Sussex a Boulogne-sur-Mer després de l'atac, el març de 1916.

L'atac va generar escenes de pànic i part del passatge es llançà a l'aigua, mentre d'altres intentaven fer ús dels pocs recursos de salvament de què estava dotat el vaixell. L'ajuda no va arribar fins als volts de mitjanit perquè l'impacte del torpede havia afectat l'antena de transmissió telegràfica —que fou reparada— i perquè les coordenades enviades pel telegrafista eren errònies. Per la seva banda, Granados i Amparo Gal foren vists junts a l'aigua, essent engolits per la mar el 24 de març de 1916. El Sussex, però, només s'enfonsà parcialment per la popa i fou remolcat fins a Boulogne-sur-Mer; moriren 80 persones més, i la majoria de tripulants i passatgers hi arribaren sans i estalvis: la cabina dels Granados, amb totes les seves pertinences, no patí cap dany. Alguns dels efectes personals de la parella foren recuperats per Josep Maria Sert, que s'havia desplaçat fins a Boulogne per identificar els cadàvers, en el cas que haguessin estat recuperats.

### Relacions extramatrimonials
És conegut que Granados era procliu al flirteig i, almenys en dues ocasions, va tenir relacions sentimentals amb dues de les seves alumnes.
Al voltant de 1904, Granados va iniciar una relació sentimental amb una alumna, Maria Oliveró, que al seu torn va ser a qui el compositor dedicà les seves Escenas románticas. No obstant això, la relació es va acabar sobtadament quan Amparo Gal va descobrir la col·lecció de cartes d'amor que Oliveró enviava al seu mestre.

#### Clotilde Godó

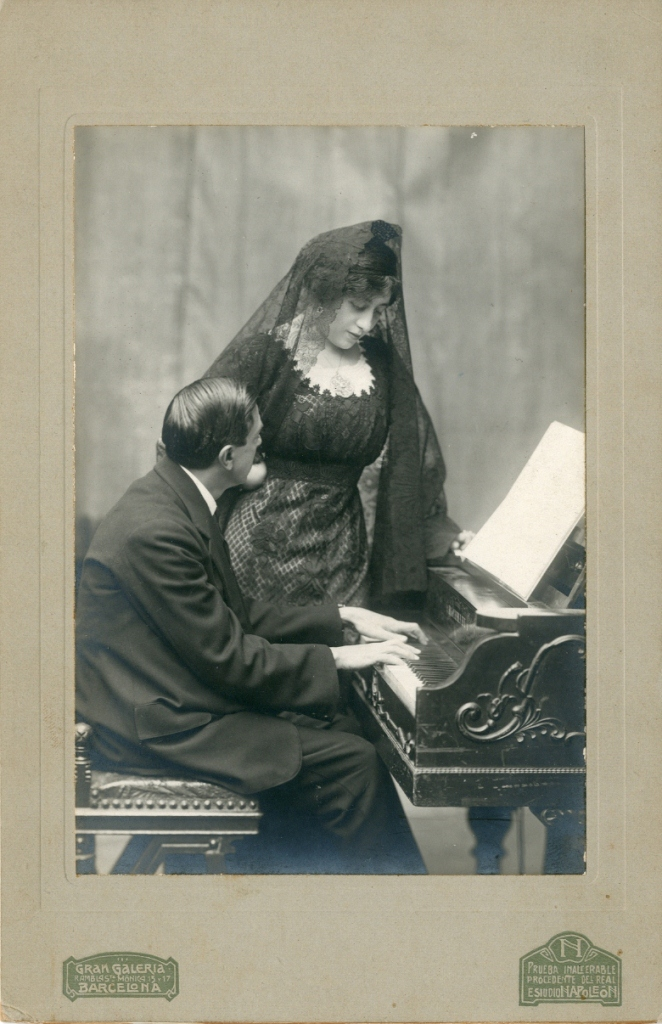
Imatge de Clotilde Godó amb Enric Granados, feta als estudis dels Napoleon, al fons d'arxiu del Museu de la Música de Barcelona, número de registre 05.2138

L'any 1902 va entrar en contacte amb la família Godó, industrials del tèxtil d'Igualada, quan la filla de l'industrial, Clotilde Godó Pelegrí, de disset anys, va entrar a estudiar a l'acadèmia Granados. Després d'un any, va deixar l'acadèmia per casar-se amb el banquer Joan Marsans, el 2 d'octubre de 1904. Uns anys més tard, durant la festa major d'estiu de 1906 al poble de Tiana, on Clotilde havia anat a viure després de la seva separació matrimonial, Albéniz, Granados i Malats varen fer un concert al Casino.
Clotilde Godó va demanar al seu exmestre tornar a rebre classes de piano, i la nova relació entre els dos va progressar d'estudiant a col·laboradora de confiança i va acabar esdevenint una relació romàntica. Es conserven fotos dels dos i, segons la biografia novel·lada de John W. Milton, quan Granados havia de tornar de Nova York en el que seria el seu darrer viatge, va assumir el risc de passar per una zona en conflicte bèl·lic en lloc d'esperar un mes a viatjar directament a Barcelona, un fet que l'escriptor relaciona amb l'interès per tornar al costat de la seva amant i que li va costar la vida. Clotilde Godó va morir a Tiana el 21 de març de 1988 amb cent dos anys.

## Any Enric Granados
Entre els anys 2016 i 2017 van tenir lloc diverses iniciatives arreu de Catalunya en commemoració del centenari de la seva mort i del cent cinquantè aniversari del seu naixement.

## Estil
L'estil de Granados arrela al romanticisme tardà, al que incorpora puntualment alguns elements propis del folklore musical espanyol. Malgrat que va viure la seva maduresa artística a Barcelona en l'època de màxima esplendor del modernisme, Granados no va sentir una especial atracció per Catalunya, sinó que més aviat la seva curiositat i interès es van lliurar a la música i l'art espanyol – fonamentalment madrileny – dels períodes clàssic i romàntic. El món de la tonadilla, el folclore urbà de Madrid, i l'admiració per Goya van inspirar-li les obres més destacades de la seua producció.
La música de Granados s'emmarca en un moment que la disciplina va experimentar un impuls notable gràcies als esforços de Felip Pedrell per fomentar la introducció de referents i elements procedents de la tradició musical hispànica en les composicions del moment. A més, en aquella època Barcelona fou un nucli on l'estètica musical wagneriana va tenir molt bona rebuda, així com la música de l'escola francobelga de César Franck i Vincent d'Indy. Granados, format a París, no es va sentir especialment atret per els nous corrents musicals que començaven a aparèixer en la França de final del segle xix, sinó que les seves composicions de maduresa s'aproximen més aviat a plantejaments tardoromàntics, visibles tant en la temàtica compositiva com en la presència de cromatismes oscil·lants i virtuosismes.
Les seues millors obres es troben entre la producció pianística (Danses Espanyoles i Goyescas) i vocal (Tonadillas). L'obra orquestral no va deixar més que una mitjana impressió. Només l'Intermezzo de l'òpera Goyescas ha gaudit del favor del públic, encara que va ser escrit en l'últim moment i amb les consegüents presses i per necessitats purament escèniques, per tal de salvar un temps mort en el canvi de decorats. Goyescas es ressent de l'obligat motlle que imposava la música ja escrita: l'estatisme de l'acció i la pobresa de l'argument, l'artificialitat i recaragolament del text, passen factura a una obra que, per altra banda, musicalment compta amb valors evidents.

## Anecdotari
- El fill de Granados, també de nom Enric Granados, va ser campió d'Espanya de natació de 100 metres lliures el 1923, i va nedar per primera vegada a Espanya en estil crol. La seva muller també va guanyar campionats de natació, i els seus fills, Enric i Jordi —nets del compositor— van ser també campions de natació en les modalitats de fons i mig fons.[cal citació]
- El fill Eduard també va ser compositor com el seu pare, morint molt jove (1894-1928).[91]
- El 27 de juliol del 2011, per celebrar el seu naixement, Google, va dedicar-li un doodle.[cal citació]

## Obres principals
| Període                       | Títol                                                                          | Instrumentació                                                                         | Parts / Indicacions | Estrena |
| Obres per a piano             |                                                                                |                                                                                        | | |
| 1885                          | Elvira: mazurka                                                                | Piano                                                                                  | | |
| 1888                          | Dans le bois                                                                   | Piano                                                                                  | | |
| 1888 ca.                      | Álbum París 1888 /Àlbum de melodies                                            | Piano                                                                                  | Inclou 22 peces breus | |
| 1888                          | En la aldea                                                                    | Conjunt de pianos                                                                      | Salida del sol - Maitines - El cortejo (marcha nupcial) - La oración - Regreso (marcha nupcial) - Canto recitado - La siesta - Danza pastoril - Final - La puesta de sol | Barcelona, Conservatori Superior de Música de Barcelona, 3-4-1984 |
| 1885-90 ca.                   | Dansa característica                                                           | Piano                                                                                  | | |
| 1890 ca.                      | Canción árabe                                                                  | Piano                                                                                  | | |
| 1890 ca.                      | Moresca                                                                        | Piano                                                                                  | | |
| 1890 ca.                      | Capricho español                                                               | Piano                                                                                  | | |
| 1890 ca.                      | Valses sentimentales                                                           | Piano                                                                                  | Vivo - Andante - Vivo - Dolente - Allegro appasionato - Andantino amoroso - Allegro pastoral en forma de vals - Sentimentale - Dolente - Allegro final | |
| ca. 1887-1889; pub. 1890-1900 | Danses espanyoles                                                              | Piano                                                                                  | no 1, Galante - no 2, Oriental - no 3, Fandango - no 4, Villanesca - no 5, Andaluza - no 6, Jota - no 7, Valenciana - no 8, Sardana - no 9, Romantica - no 10, Melancolica - no 11, Arabesca - no 12, Bolero                                                                                      | Barcelona, Teatre Líric, 20-4-1890. E. Granados, piano |
| 1890 ca.                      | Arabesca                                                                       | Piano                                                                                  | | Barcelona, Teatre Líric, 20-4-1890 |
| --                            | Serenata española                                                              | Piano                                                                                  | (perduda) | Barcelona, Teatre Líric, 20-4-1890 |
| 1890-95 ca.                   | Dolora en la menor                                                             | Piano                                                                                  | | Madrid, 27-11-1984 |
| 1890-95 ca.                   | Carezza - Clotilde - La sirena - Marcha real - Soldados de cartón              | Piano                                                                                  | | |
| 1891-93                       | Apariciones: valses románticos                                                 | Piano                                                                                  | Introducció: presto - Cadenciós - Vals alemany - Fantasmes - Pastoral - Sensible - Ves-te'n, tristor! - Andantino quasi allegretto - Vals vienès - ?... - Ecos | |
| 1892                          | Paisaje                                                                        | Piano                                                                                  | | |
| 1892                          | Cartas de amor                                                                 | Piano                                                                                  | Cadencioso - Suspirante - Doliente - Apassionato | |
| 1893                          | Serenata                                                                       | Piano                                                                                  | | |
| 1895 ca.                      | Valses poéticos                                                                | Piano                                                                                  | Introducció: Vivace molto - Vals melòdic - Vals apassionat - Vals lent - Vals humorístic - Vals brillant - Vals sentimental - Vals papallona - Vals ideal | Madrid, 15-2-1895; Barcelona, Teatre Líric, 21-3-1895 |
| 1895                          | Piezas sobre cantos populares españoles                                        | Piano                                                                                  | 1. Preludio - 2. Añoranza - 3. Ecos de la parranda - 4. Vascongada - 5. Marcha oriental - 6. Zambra - 7. Zapateado | |
| 1895-96                       | Parranda-Murcia                                                                | Piano                                                                                  | | |
| 1897                          | L'himne dels morts                                                             | Piano                                                                                  | | |
| 1898 ca.                      | A la cubana, op. 36                                                            | Piano                                                                                  | 1. Allegretto - 2. Un poco vivo | |
| 1898 ca.                      | A la antigua (bourrée)                                                         | Piano                                                                                  | | |
| 1898 ca.                      | La góndola: escena poética                                                     | Piano                                                                                  | | |
| 1900 ca.                      | Exquise: vals-tzigane                                                          | Piano                                                                                  | | |
| 1900 ca.                      | A la pradera, op. 35                                                           | Piano                                                                                  | | |
| 1900-01                       | Oriental                                                                       | Piano                                                                                  | | |
| 1901                          | Rapsòdia aragonesa                                                             | Piano                                                                                  | | |
| 1903                          | Allegro de concierto                                                           | Piano                                                                                  | | Madrid?, 1903? |
| 1904                          | Escenas románticas                                                             | Piano                                                                                  | Mazurka - Berceuse - *** (Lento con estasi) - Allegretto - Allegro apasionado - Epílogo | Madrid, Unión Musical, 20-11-1904 |
| 1909-10                       | Vals de concert                                                                | Piano                                                                                  | | |
| 1909-10                       | Azulejos                                                                       | Piano                                                                                  | Obra començada per Isaac Albéniz i completada per Granados | Barcelona, Palau de la Música Catalana, 11-3-1911. E. Granados, piano |
| 1910-12 ca.                   | Jácara (danza para cantar y bailar), op. 14                                    | Piano                                                                                  | | |
| 1911                          | Goyescas                                                                       | Piano                                                                                  | Llibre 1: no 1, Los requiebros - no 2, Coloquio en la reja - no 3, El fandango de Candil - no 4, Quejas ó la maja y el ruiseñor Llibre 2 : no 5, El amor y la muerte - no. 6 La serenata del espectro El pelele (obra independent, sovint s'interpreta com a la peça no 7 de la suite)            | Barcelona, Palau de la Música Catalana, 11-3-1911 (Llibre 1); Teatre Principal (Terrassa), 29-3-1914 (improvisació sobre el tema d'"El pelele"); Barcelona, Palau de la Música Catalana, 5-3-1915 ("El pelele"); París, Salle Pleyel, 2-4-1914 (Llibre 2). E. Granados, piano |
| publicat 1912                 | Dos impromptus                                                                 | Piano                                                                                  | 1. Vivo e appasionato - Impromptu de la codorniz | |
| pub. 1912                     | Escenas poéticas                                                               | Piano                                                                                  | 1a sèrie: 1. Berceuse - 2. Eva y Walter - 3. Danza de la rosa—2a sèrie: 1. Recuerdo de países lejanos - 2. El ángel de los claustros - 3. Canción de Margarita - 4. Sueños del poeta | |
| 1912                          | Fantasia (Cheherezada), op. 34                                                 | Piano                                                                                  | Datada el 28-12-1912 | |
| 1912-13                       | Libro de horas                                                                 | Piano                                                                                  | 1. En el jardín - 2. En invierno (La muerte del ruiseñor) - 3. Al suplicio | Barcelona, 23-3-1913 |
| --                            | Danza lenta, op. 37                                                            | Piano                                                                                  | | Barcelona, 8-5-1915 |
| --                            | Escenas infantiles: miniaturas, op. 38                                         | Piano                                                                                  | 1. Recitando - 2. Pidiendo perdón - 3. El niño duerme - 4. Niño que llora - 5. Séptima melodía | |
| --                            | Cuentos de la juventud                                                         | Piano                                                                                  | | |
| --                            | Marche militaire                                                               | Piano                                                                                  | | Barcelona, 31-10-1915 |
| publ. 1914                    | Impromptu (allegro assai), op. 39                                              | Piano                                                                                  | | |
| --                            | 2 Marxes militars                                                              | Piano a 4 mans                                                                         | | |
| OBRES ORQUESTRALS             |                                                                                |                                                                                        | | |
| 1899                          | Marxa dels vençuts                                                             | Orquestra                                                                              | | Barcelona, Societat Musical de Barcelona, 31-10-1899 |
| 1899                          | Suite sobre cants gallecs                                                      | Orquestra                                                                              | | Barcelona, Societat Musical de Barcelona, 31-10-1899 |
| 1908                          | Dante                                                                          | Orquestra i mezzosoprano (només a la segona part) (Partitura)                          | 1. L'entrada a l'infern - 2. Paolo e Francesca | Barcelona, Palau de la Música Catalana, 6-1908 |
| 1909 ca.                      | Concert per a piano i orquestra                                                | Orquestra i piano                                                                      | Inacabat: es conserva incomplet el primer moviment (Lento-Allegro grave ma non molto) i una pàgina del segon (Andante) | Edició: 2010; reconstruït el primer moviment per Melani Mestre afegint-hi un segon moviment (a partir de la Dansa Espanyola núm.2 i el "Capriccio Español") i l'Allegro de concert com a tercer moviment; estrena: Lviv (Ucraïna), 27 d'octubre de 2010                       |
| 1910                          | Elisenda: suite                                                                | Veu, piano, flauta, oboè, clarinet, quintet de corda, arpa                             | Sobre text d'Apel·les Mestres. 1. El jardí d'Elisensa - 2. Trova - 3. Elisenda - 4. La tornada o Final | Barcelona, Sala Granados, 7-7-1912 |
| 1911                          | Cant de les estrelles                                                          | Orquestra i cor                                                                        | | Barcelona, Palau de la Música Catalana, 1911 |
| 1916                          | Navidad                                                                        | Orquestra de cambra (doble quintet de vent, cordes, piano)                             | A partir de La cieguecita de Betania | Madrid, Sociedad Nacional de Música, 31-5-1916 |
| 1916                          | Dansa dels ulls verds                                                          | Orquestra                                                                              | A partir de La cieguecita de Betania | Nova York, Maxine Elliot Theater, 10-2-1916 |
| ?                             | Dansa gitana                                                                   | Orquestra                                                                              | | |
| ?                             | La nit del mort (Poema desolación)                                             | Orquestra                                                                              | | |
| ?                             | Suite oriental                                                                 | Orquestra                                                                              | Incompleta | |
| MÚSICA DE CAMBRA              |                                                                                |                                                                                        | | |
| 1888 ca.                      | Cant (Melodia)                                                                 | Violoncel                                                                              | De l'Álbum París 1888 | |
| 1895 ca.                      | Quintet amb piano en sol menor, op. 49                                         | Quartet de corda i piano                                                               | Allegro - Allegretto quasi andantino - Molto presto | Madrid, Salón Romero, 15-2-1895 |
| 1895 ca.                      | Trio, op. 50                                                                   | Violí, violoncel i piano                                                               | 1.Poco allegro con espressione - 2.Scherzetto - 3.Duetto - 4.Finale | Madrid, Salón Romero, 15-2-1895 |
| 1903                          | Melodia                                                                        | Violí i piano                                                                          | | Barcelona, Teatre Eldorado, 21-6-1903 |
| 1914                          | Serenata                                                                       | 2 violins i piano                                                                      | | París, Salle Pleyel, 4-4-1914 |
| 1915                          | Madrigal                                                                       | Violoncel i píano                                                                      | | Barcelona, Sala Granados, 2-5-1915 |
| 1915                          | Trova                                                                          | Violoncel i piano                                                                      | Arranjament del segon moviment d'Elisenda | Barcelona, Sala Granados, 2-5-1915 |
| --                            | Danza gallega                                                                  | Violoncel i piano                                                                      | | |
| --                            | Sonata per a violoncel i piano                                                 | Violoncel i piano                                                                      | | |
| --                            | Romança                                                                        | Violí i piano                                                                          | | |
| --                            | Sonata                                                                         | Violí i piano                                                                          | Només el primer moviment; n'hi ha esborranys per als altres tres | |
| --                            | Tres preludis                                                                  | Violí i piano                                                                          | 1. La góndola - 2. El toque de guerra - 3. Elevación | |
| --                            | Trio                                                                           | 2 violins i viola                                                                      | | |
| --                            | Escena religiosa                                                               | Orgue, violí, piano, timbal                                                            | | |
| --                            | Intermedis per a la missa de casament de Dionisio Conde                        | Quartet de corda, arpa, orgue                                                          | Marcha - Meditación | |
| --                            | Petita romança                                                                 | Quartet de corda                                                                       | | |
| MÚSICA VOCAL                  |                                                                                |                                                                                        | | |
| 1894                          | s/t "A mi queridisimo Isaac"                                                   | Veu i piano                                                                            | Partitura autògrafa inèdita conservada al Museu d'Art de Girona | |
| 1900                          | La boira                                                                       | Veu i piano                                                                            | | Barcelona, Sala Chaissagne, 13-2-1902. Marina Cañizares, sop. |
| --                            | Canto gitano                                                                   | Veu i piano                                                                            | | |
| 1902                          | Cançó d'amor                                                                   | Veu i piano                                                                            | Poema de J. M. Roviralta | |
| 1910                          | Colección de tonadillas escritas en estilo antiguo sobre textos de F. Periquet | Veu i piano                                                                            | Amor y odio – Callejeo - El majo discreto - El majo tímido - El mirar de la maja - El tra-la-la y el punteado - La maja de Goya - La Maja Dolorosa I, II y III, Ay majo de mi vida!, Oh muerte cruel!, De aquel majo amante - Las currutacas modestas - Sí al retiro me llevas - El majo olvidado | Barcelona, Palau de la Música Catalana, 17-6-1914 |
| --                            | Elegia eterna                                                                  | Veu i piano                                                                            | Poema d'Apel·les Mestres | Barcelona, Palau de la Música Catalana, 10-6-1914 |
| --                            | L'ocell profeta                                                                | Veu i piano                                                                            | Poema de la comtessa de Castellà | Barcelona, 22-6-1911 |
| 1914-15                       | Canciones amatorias                                                            | Veu i piano (sobre textos del Romancero general)                                       | Mañanica era - Mira que soy niña - Serranas de Cuenca (lletra de Luis de Góngora) - Lloraba la niña (poema de Góngora)- No lloréis, ojuelos (poema de Lope de Vega) - Descúbrase el pensamiento - Gracia mía                                                                                      | Barcelona, Sala Granados, 5-4-1915 |
| --                            | Cançoneta, op. 51                                                              | Veu i piano                                                                            | Poema d'Apel·les Mestres | |
| --                            | L'herba de l'amor                                                              | Cor                                                                                    | | |
| --                            | Balada                                                                         | Veu i piano                                                                            | | |
| --                            | Canción                                                                        | Veu i piano                                                                            | | |
| publ. 1916                    | Canción del postillón                                                          | Veu i piano                                                                            | | |
| OBRES LÍRIQUES                |                                                                                |                                                                                        | | |
| 1894                          | Torrijos                                                                       | Música incidental                                                                      | Música incidental | |
| 1895                          | Miel de la Alcarria, op. 54                                                    | Música incidental per al drama en 3 actes de Josep Feliu i Codina                      | Música incidental per al drama en 3 actes de Josep Feliu i Codina | 1895 |
| 1897-98                       | Ovillejos                                                                      | Sainet líric en 2 actes de Josep Feliu i Codina                                        | Sainet líric en 2 actes de Josep Feliu i Codina | |
| 1898                          | María del Carmen                                                               | Òpera sobre llibret de Josep Feliu i Codina                                            | Òpera sobre llibret de Josep Feliu i Codina | Madrid, Teatro Parish, 12-11-1898; Barcelona, Teatre Tívoli, 31-5-1899 |
| 1899                          | Blancaflor                                                                     | Drama líric en un acte d'Adrià Gual                                                    | Drama líric en un acte d'Adrià Gual | Barcelona, Teatre Líric, 30-1-1899 |
| 1899-1900                     | Petrarca                                                                       | Drama líric en un acte amb llibret d'Apel·les Mestres                                  | Drama líric en un acte amb llibret d'Apel·les Mestres | (no es va estrenar) |
| 1901                          | Picarol                                                                        | Peça lírica en un acte d'Apel·les Mestres                                              | Peça lírica en un acte d'Apel·les Mestres | Barcelona, Teatre Tívoli, 28-2-1901 |
| 1903                          | Follet                                                                         | Òpera en tres actes amb llibret d'Apel·les Mestres                                     | Òpera en tres actes amb llibret d'Apel·les Mestres | Barcelona, audició privada al Gran Teatre del Liceu, 4-4-1903 (no va tenir èxit i no va estrenar-se públicament) Lleida, Auditori Enric Granados, 13-2-2016 (estrena completa, amb orquestra i semiescenificada)                                                              |
| 1906                          | Gaziel                                                                         | Poema en tres escenes sobre llibret d'Apel·les Mestres                                 | Poema en tres escenes sobre llibret d'Apel·les Mestres | Barcelona, Teatre Principal, 27-10-1906. Jaume Pahissa i Jo, dir. |
| 1911                          | Liliana                                                                        | Poema en una escena sobre llibret d'Apel·les Mestres                                   | Poema en una escena sobre llibret d'Apel·les Mestres | Barcelona, Palau de les Belles Arts, 9-7-1911 |
| 1915                          | La cieguecita de Betania (El portalico de Belén)                               | Òpera per a nens sobre llibret de Gabriel Miró. Per a veus de nen i conjunt de cambra. | Òpera per a nens sobre llibret de Gabriel Miró. Per a veus de nen i conjunt de cambra. | Barcelona, casa de Granados a Vallcarca, 1-1916. Interpretada pels fills de Granados i Miró |
| 1916                          | Goyescas                                                                       | Òpera en 2 actes amb llibret de Fernando Periquet y Zuaznabar                          | Òpera en 2 actes amb llibret de Fernando Periquet y Zuaznabar | Nova York, Metropolitan Opera House, 26-1-1916 |

## Enregistraments
- (castellà) Joaquin Achúcarro, Comentaris a la gravació de la suite "Goyescas" per a piano. Madrid: RCA Records, 1980. D.L. M 8232-80
- «Catalan Piano Tradition» (en anglès), 2002. [Consulta: 21 juny 2015].